# No Control (canción de One Direction)
«No Control» —en español: «Sin Control»— es una canción interpretada por la boy band británica-irlandesa One Direction, es la octava canción de su cuarto álbum llamado Four el cual fue lanzado en noviembre de 2014. Fue escrita por el integrante de la banda Liam Payne junto a su otro compañero Louis Tomlinson, la cual también presenta colaboraciones de Jamie Scott, John Ryan y Julian Bunetta, Ruth-Anne Cunningham. Producida por Bunetta, Ryan, Ian Franzino y Afterhrs. Su duración es de tres minutos dieciocho segundos (3:18) y fue grabada en 2014.

## Proyecto No Control
El "proyecto No Control" se trataba de convertir a "No Control" como sencillo (realmente no un single ya que fue lanzado por las fans) que consistió en darle a la canción la atención que se merecía.
Originalmente "No Control" iba a ser "lanzada" por las fanes el 17 de mayo pero el proyecto se realizó entre los días 10 y 17 de mayo y durante toda la semana los fanes de la boy band realizaron las siguientes tareas:
- En la red social Twitter, debieron lograr que No Control se ubique primero en la lista de Billboard Hot 100
- Escuchar la canción en Spotify.
- Llamar a todas las radios posibles para pedir que reproduzcan la canción.
- Hacer Trending Topics relacionados con No Control.
- Escuchar el audio en el canal oficial de Youtube de One Direction.
- Comprar No Control en iTunes.

El 17 de mayo fue el día elegido para llevar a cabo todas las tareas del proyecto ya que era el día de la entrega de los Billboard Music Award
Originalmente "No Control" no fue elegida por el equipo de One Direction para convertirla en sencillo, y debido a toda la gran demanda que tuvo No Control en el mundo, se creyó la posibilidad que se convertiría en sencillo pero, debido a la salida de Zayn Malik de la banda no se pudo realizar ya que también Malik tiene derechos de autor sobre la canción.

## Cronología del proyecto
- 10 de mayo: El proyecto se crea.
- 11 de mayo: Los objetivos del proyecto son distribuidos por todas las redes sociales.
- 12 de mayo: No Control alcanza ser la canción más hablada en Twitter, según el Trending 140 de Billboard. Tomlinson agradece a los fanes.

¡Esto es increíble, chicos! Otro ejemplo de lo buenos que son con nosotros.
Louis Tomlinson, via Twitter.

- 13 de mayo: No Control sigue #1 en el Trending 140 de Billboard. Las radios del mundo empiezan a reproducir No Control, llegando a tal punto de reproducirla tres veces seguidas, lo cual no está permitido.
- 14 de mayo: No Control sigue en su puesto #1. La campaña de 'No Control' se convierte en la No. 11 más grande de Thunderclap con un alcance de 34 millones. La madre de Tomlinson, Johannah Deakin, se expresa en Twitter.

Hable con Louis ayer. Dice que esta muy asombrado con el Proyecto No Control. Gracias.
Johannah Deakin, via Twitter.

- 15 de mayo: No Control continúa siendo la canción más hablada en los Billboard Trending Charts y fue catalogada como la canción más pedida por las radios a nivel mundial. One Direction da una entrevista con el presentador de televisión inglés James Corden en su programa The Late Late Show with James Corden en el cual el presentador preguntó de qué se trataba y el propio Louis Tomlinson lo explicó.

Es realmente muy increíble, ellos han decidido que van a hacer un "lanzamiento de un single" de fans por que esta canción, No Control, no fue un single elegido por nosotros. Así que obviamente no fue a la radio o nada como eso. Ellos aman la canción así que ellos quieren lanzarla.
Louis Tomlinson.

En la entrevista, se habló también de qué era lo que trataba No Control y luego de que James Corden leyera la primera parte de la letra de la canción les pregunto: " "El sabor en mi lengua, no lo quiero lavar de la noche anterior, y el calor en el que te recuestas, podría quedarme aquí, y quemarme todo el día", ¿De qué se trata la canción, chicos?" a lo que Tomlinson respondió: "Cuando la cantas de esa manera la haces sonar como la canción más inmoral de todos los tiempos"
- 16 de mayo: No Control aún lidera los Billboard Trending Charts, seguida de "I Won't Mind" del exintegrante de la banda, Zayn Malik. Horas más tarde, la mayoría de las canciones del cuarto álbum de One Direction también se agregaron a los Billboard Charts siguiendo este orden:

| Canción                     | Puesto |
| --------------------------- | ------ |
| «No Control»                | #1     |
| «Stockholm Syndrome»        | #2     |
| «18»                        | #3     |
| «Girl Almighty»             | #4     |
| «Clouds»                    | #5     |
| «Ready To Run»              | #6     |
| «Fool's Gold»               | #7     |
| «Illusion»                  | #8     |
| «Fireproof»                 | #9     |
| «Act My Age»                | #10    |
| «Once In A Life Time»       | #11    |
| «Where Do Broken Hearts Go» | #12    |
| «Spaces»                    | #14    |
| «Change Your Ticket»        | #15    |
| «Steal My Girl»             | #16    |

- 17 de mayo: No Control es tocada en 144 radios de todo Estados Unidos al mismo tiempo. Según la lista de iTunes Top 200 de 42 países, No Control fue #1 en Finlandia, Suecia y Cyprus. La canción también se encontró primera en Shazam. Louis Tomlinson volvió a mostrarse agaradecido:

Chicos, ustedes han estado increíbles con todo esto. He seguido todo y estoy muy orgulloso #ProjectNoControl.
Louis Tomlinson, via Twitter.

La campaña No Control resultó exitosa
- Datos: Q21006745